# Vännäsbergets IF
Vännäsbergets IF var en idrottsförening från Vännäsberget i Överkalix kommun i Norrbotten, bildad 1934 som Vännäs Arbetares Idrottsförening, ombildad till Vännäsbergets Idrottsförening 1944. Föreningen hade ursprungligen skidlöpning och fotboll på programmet, skidorna lades ned efter ett par år medan fotbollsspelandet upphörde efter 1965 på grund av bristande spelarunderlag, vilket i sin tur var en konsekvens av avfolkning. Det sista livstecknet från föreningen var en begränsad ishockeyverksamhet 1973.
Föreningens fotbollslag deltog i seriespel 1944-1966, representationslaget spelade i division III 1965, landets tredje högsta serie.